# Lijst van rivieren in Ethiopië

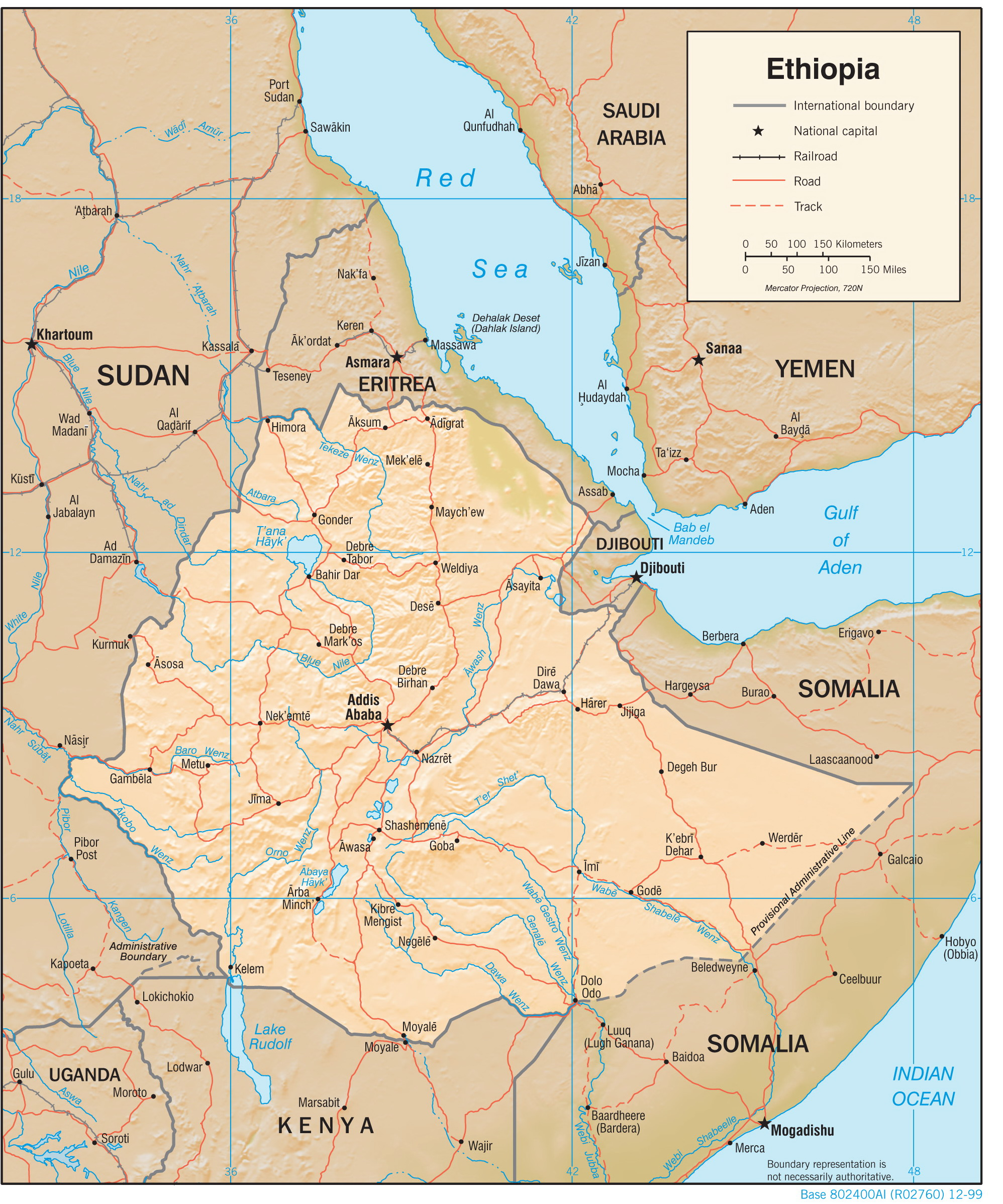
Kaart van Ethiopië met de belangrijkste rivieren en zijrivieren.

Dit is lijst van rivieren in Ethiopië. De rivieren in deze lijst zijn geordend naar drainagebekken en de opeenvolgende zijrivieren zijn ingesprongen weergegeven onder de naam van elke hoofdrivier. Een aantal rivieren in Ethiopië valt een deel van het jaar droog.

## Middellandse Zee
- Nijl (Egypte, Soedan)
  - Atbarah (Soedan)

### Atbarah

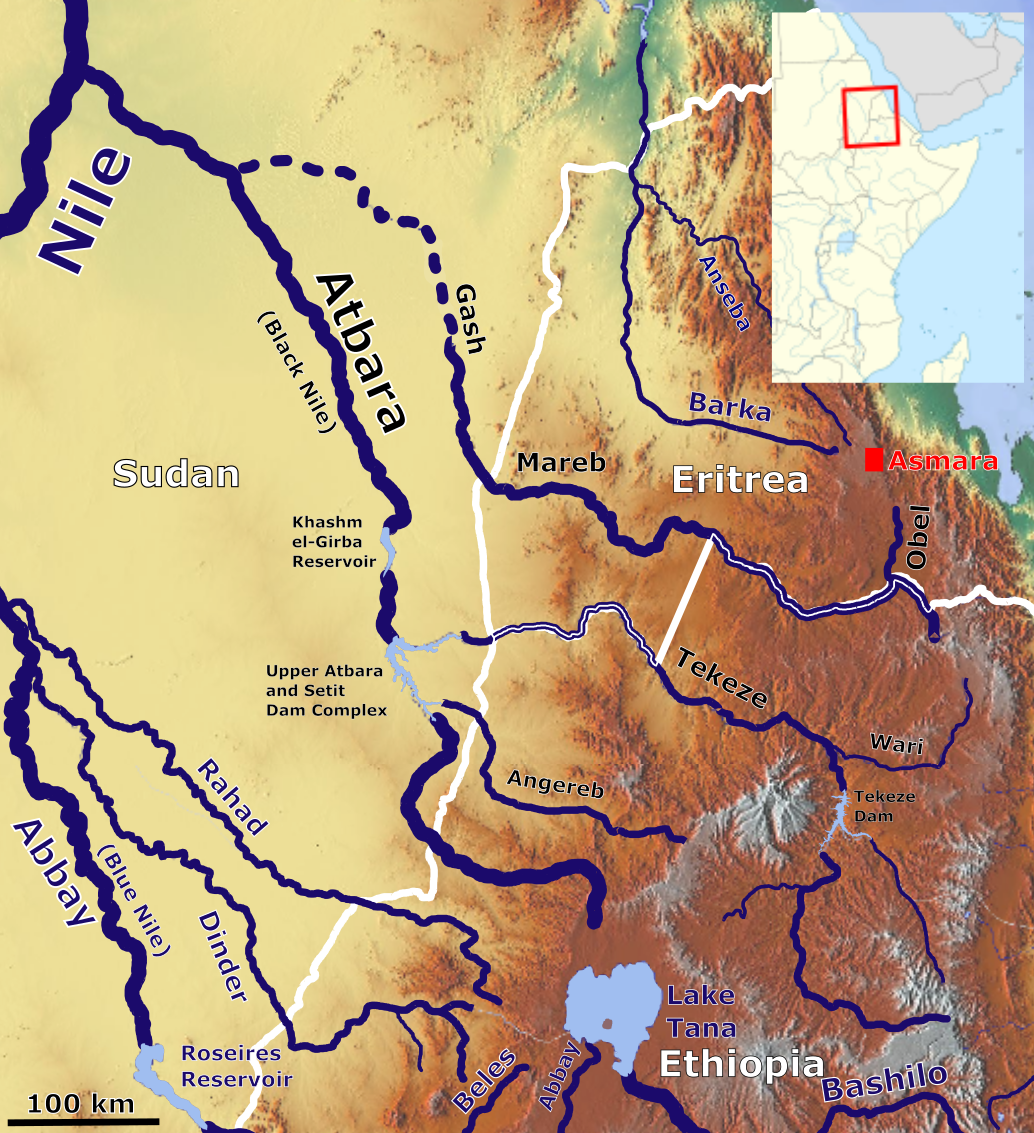
Kaart stroomgebied van de Atbara.

- Mareb (of Gash) (bereikt de Atbarah in de regentijd)
  - Obel
- Tekezé (ook Takkaze of Setit)
  - Zarima
  - Ataba
  - Wari
  - Balagas
- Angereb (of Grote Angereb)
- Shinfa

### Blauwe Nijl(of Abay)

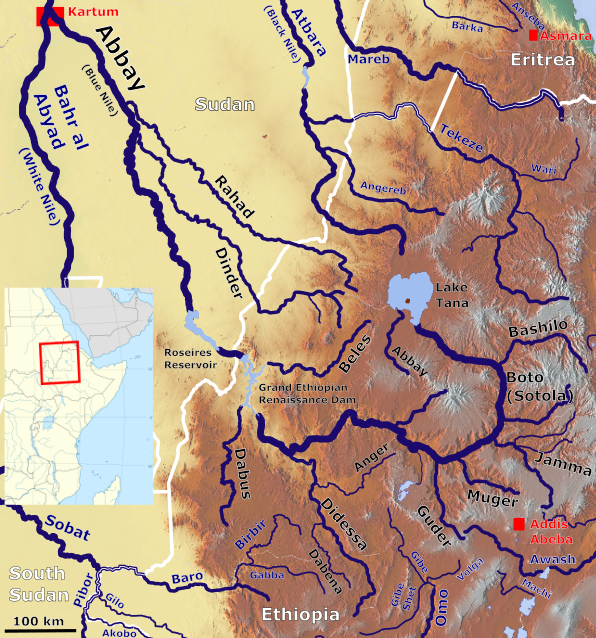
Kaart stroomgebied van de Abbay.

- Rahad
- Dinder
- Beles
- Dabus
- Didessa
  - Hanger (of Angar)
    - Wajja
- Gulla
- Guder
- Muger
- Jamma
  - Wanchet
    - Qechene

  - Robe
    - Dembi
- Walaqa
- Bashilo
  - Checheho
- Tanameer
  - Gilgel Abay
  - Magech
    - Kleine Angereb

  - Reb
  - Gumara
- Adar (Zuid-Soedan)
  - Yabus
  - Daga (Deqe Sonka Shet)

### Sobat(Zuid-Soedan)

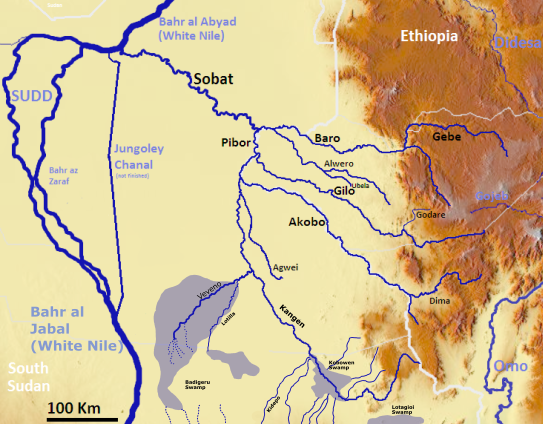
Kaart stroomgebied van de Sobat.

- Baro
  - Jikawo
  - Alero (of Alwero)
  - Birbir
    - Dipa
      - Kobara 
        - Qarsa

  - Gebba
    - Sor
- Pibor
  - Gilo
  - Akobo

## Indische Oceaan
- Jubba
  - Shebelle

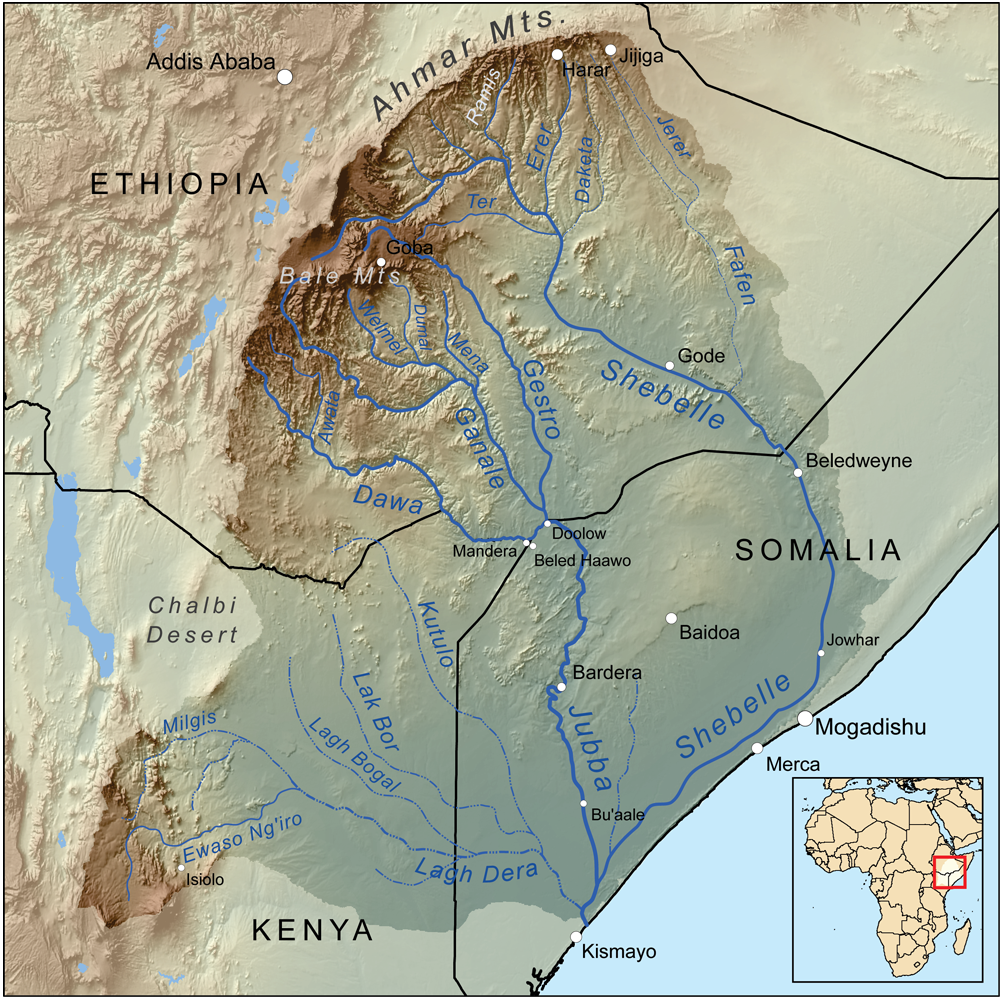
Kaart stroomgebied van de Jubba en Shebelle.

    - Fafen (bereikt de Shebelle alleen in de regentijd)
      - Jerer

    - Erer
    - Ramis
      - Galetti

    - Dungeta
      - Gololcha

  - Ganale Dorya
    - Mena
    - Weyib of Gestro
    - Welmel

  - Dawa

## Endoreïsche bekkens

### Afardepressie

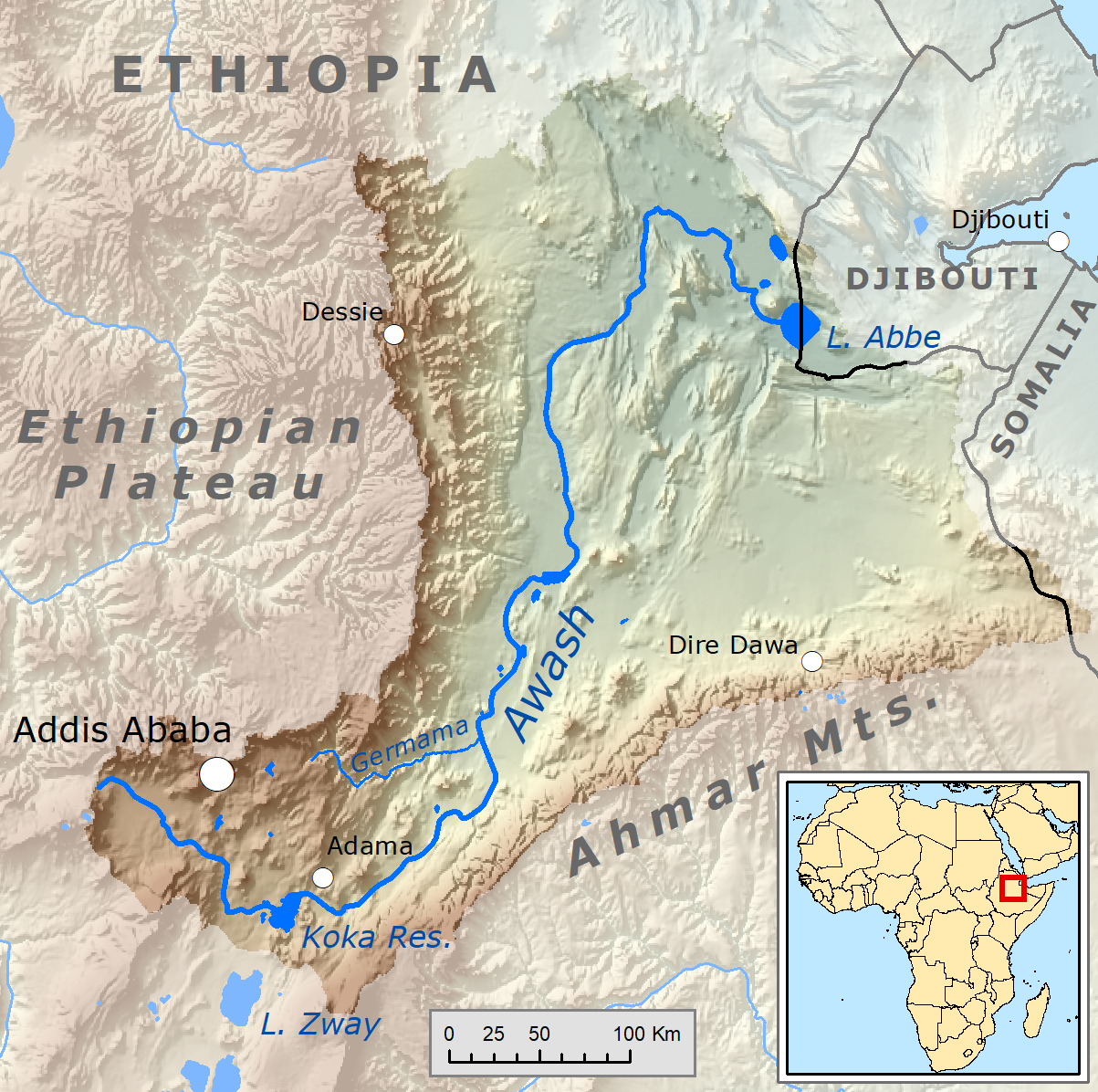
Kaart stroomgebied van de Awash.

- Awash
  - Logiya
  - Mille
    - Ala
    - Golima

  - Borkana
  - Ataye
  - Hawadi
  - Kabenna
  - Germama (of Kasam)
  - Durkham
  - Keleta
  - Mojo
  - Akaki
- Dechatu

### Ziwaymeer
- Meki
- Katar

### Turkanameer

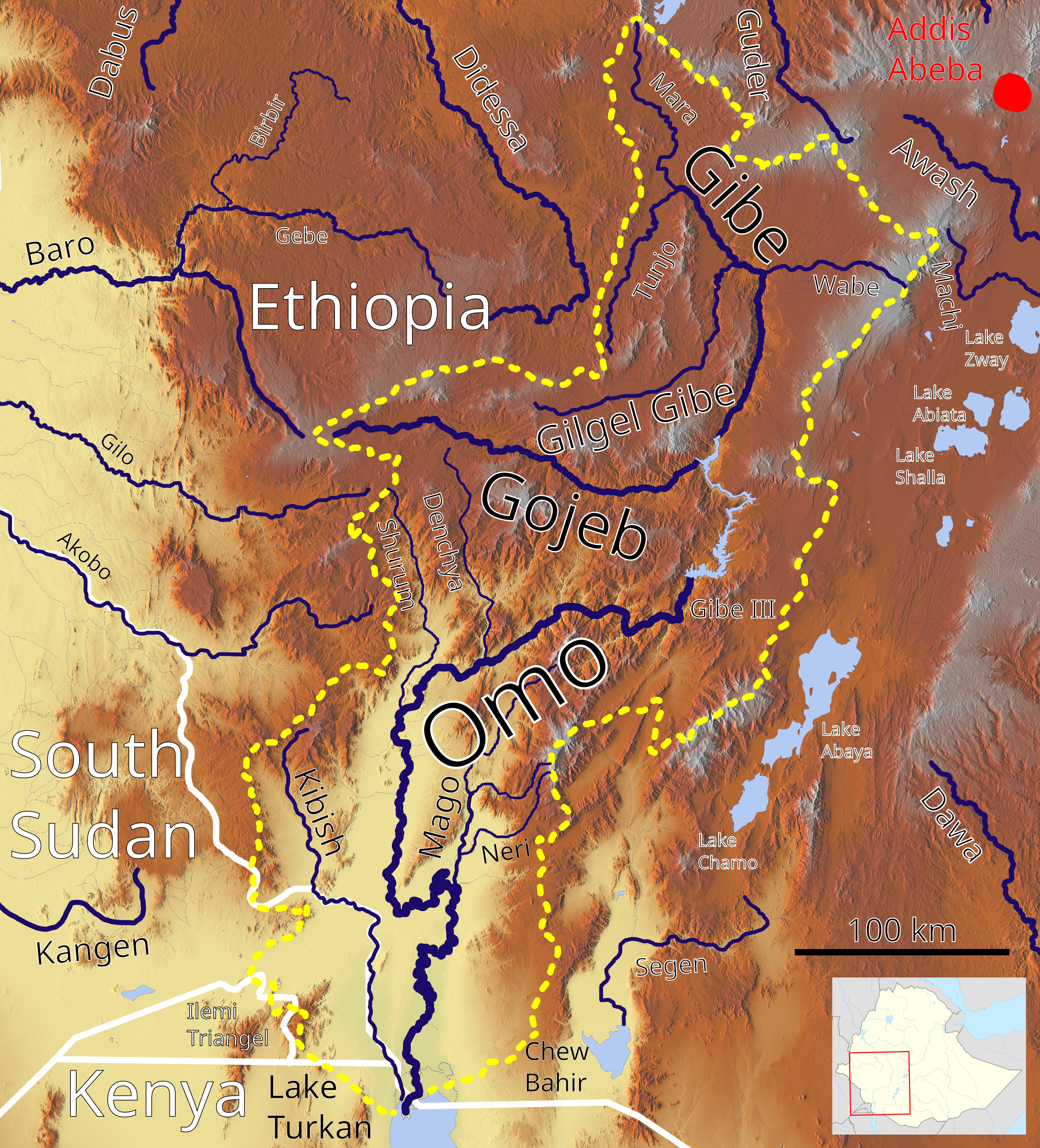
Kaart stroomgebied van de Omo.

- Kibish
- Omo
  - Usno
    - Mago
    - Neri

  - Mui
  - Mantsa
  - Zigina
  - Denchya
  - Gojeb
  - Gibe
    - Gilgel Gibe
    - Maze

  - Wabe

### Abayameer
- Bilate
- Gidabo

### Chew Bahirmeer
- Weito
  - Sagan

## Alfabetische lijst

### A t/m G
Abay - Adabay - Akaki - Akobo - Ala - Alero - Angereb - Ataba - Ataye - Atbarah - Awash - Awetu - Ayesha
Balagas - Baro - Bashilo - Beles - Bilate - Birbir - Blauwe Nijl - Borkana
Cheleleka
Dabus - Dawa - Dechatu - Dembi - Denchya - Didessa - Dinder - Doha - Dukem - Durkham
Erer
Fafen
Galetti - Ganale Dorya - Gebba - Gebele - Germama - Gestro - Gidabo - Gibe - Gilgel Abay - Gilgel Gibe - Gilo - Gojeb - Golima - Gololcha - Grote Angereb - Guder - Gumara

### H t/m L
Hanger - Hawadi
Jamma - Jerer - Jikawo - Jubba
Kabenna - Karsa - Katar - Keleta - Kibish - Kulfo
Lagabora - Kleine Angereb - Logiya

### M t/m S
Mago - Magech - Mareb - Meki - Mena - Mille - Modjo - Mofar - Muger - Mui
Neri
Omo
Pibor
Qechene
Rahad - Reb - Robe
Sagan - Shebelle - Shinfa - Sor

### T t/m Z
Tekezé - Tella
Usno - Ubbi Ubbi
Wabe - Walaqa - Wajja - Wanchet - Wari - Weito - Weyib - Welmel
Yabus
Zarima